# Макаревич, Глеб Васильевич
Глеб Васи́льевич Макаре́вич (28 мая 1920, Тифлис — 25 декабря 1999, Москва) — советский и российский архитектор, главный архитектор Москвы в 1980—1987 годах. Член Союза архитекторов СССР, заслуженный архитектор РСФСР (1975), член-корреспондент Академии художеств России, почётный член Международной Академии архитектуры в Москве, лауреат Государственных премий СССР. Член Правления Союза архитекторов, депутат Верховного Совета РСФСР, депутат Моссовета.

## Биография
Глеб Васильевич Макаревич родился 28 мая 1920 года в Тифлисе в семье архитектора Василия Львовича Макаревича (1893—1975), работавшего в системе треста «ХРАМГЭССТРОЙ» в Цалке с 1937 по 1946 годы во время строительства Храм ГЭС .
В 1938 году Г. В. Макаревич поступил в Московский архитектурный институт (МАРХИ), но в 1941 году учёбу прервала Великая Отечественная война. Вместе с другими студентами 3-го, 4-го и 5-го курсов он был призван в армию и направлен в Военно-инженерную академию имени Куйбышева. Окончив академию в марте 1943 года, был направлен в действующую армию командиром инженерно-сапёрного взвода. Прошёл боевой путь от Курска до Берлина. В 1945 году, будучи на фронте, стал членом КПСС.
После окончания войны продолжил учёбу в МАРХИ. Учился в группе под руководством Б. С. Мезенцева. Окончил институт в 1947 году.
С 1947 по 1960 год работал главным архитектором конторы МГБ-КГБ при Совете Министров СССР. Затем работал в Управлении по проектированию Международной выставки в 1964 года Москве. Позднее работал в управлении по проектированию общественных зданий и сооружений «Моспроект-2» архитектором в мастерской под руководством М. В. Посохина и А. А. Мндоянца.
С 1964 года работал начальником управления «Моспроект-2», с 1966 года — заместителем начальника Главного архитектурно-планировочного управления города Москвы (ГлавАПУ), с 1975 года — 1-й заместитель начальника ГлавАПУ.
В 1980—1987 годах являлся начальником ГлавАПУ и главным архитектором Москвы. Затем Г. В. Макаревич — заместитель начальника Управления «Моспроект-2», главный архитектор мастерской № 11 по проектированию комплекса МВТУ им. Н. Э. Баумана в Щербинке.
Являлся участником проектирования и строительства Дворца съездов в Кремле в составе Кремлёвской группы Моспроекта. Принимал участие в конкурсе на Международную выставку 1967 года в Москве (совместно с М. В. Першиным). Участвовал в проектировании застройки проспекта Калинина и посольства в Марокко. Принимал участие в реставрации Московского Кремля и Красной площади и в разработке ПДП центра Москвы.
Являлся членом редколлегии издательства «Московский рабочий», журнала «Архитектура и строительство Москвы», энциклопедии «Москва».
Член Союза архитекторов СССР с 1951 года. Член правления Союза архитекторов, председатель секции синтеза искусств. Депутат Верховного совета РСФСР XI созыва и Московского городского совета нескольких созывов. Делегат XXVI и XXVII съездов КПСС. Член комитета защиты мира и комитета по Ленинским и Государственным премиям в области литературы, искусства и архитектуры при Совмине СССР. 
Увлекался рисунком и акварельной живописью. Принимал участие в выставках художественных работ архитекторов ГлавАПУ.

Могила на Донском кладбище

Умер в Москве 25 декабря 1999 года (по другим данным — 27 декабря). Похоронен на Донском кладбище.

### Семья
Супруга — Татьяна Андреевна Ганская-Решетникова (1920—1982), художница. Сын — Игорь Глебович Макаревич (род. 1943), художник.

## Работы

### В Москве
- Жилой квартал и автобаза на 300 грузовых автомобилей на Бутырском хуторе (1949)[7][4]
- Кремлёвский Дворец съездов (1962, в составе коллектива)[7][4]
- Реконструкция Дома отдыха «Архангельское» (1964)[7]
- Комплекс зданий на проспекте Калинина (1967, в составе коллектива)[7][5]
- Межведомственный вычислительный центр и Межведомственный учебный центр (1972, руководитель коллектива)[7]
- Реконструкция и реставрация зданий и сооружений Московского Кремля (1973, в составе коллектива)[7][5]
- Проект детальной планировки центра Москвы (1973—1974, в составе коллектива)[7][5]
- Здание КГБ СССР (1982, Улица Кузнецкий Мост, 24)
- Зал заседаний в Кремле (1984)[7]
- Мемориальная доска А. Н. Косыгину (1982, совместно со скульптором Ю. Г. Ореховым)[10]
- Мемориальная доска Л. Б. Когану (1984, совместно со скульптором Ю. Г. Ореховым)[10]
- Мемориальные доски Ю. В. Андропову (1984 и 1985, совместно со скульптором И. М. Рукавишниковым)[10]
- Мемориальная доска Д. Ф. Устинову (1985, совместно со скульптором И. М. Рукавишниковым)[10]
- Пешеходная зона «Старый Арбат» (1985)[7]
- Памятник В. И. Ленину на Октябрьской площади (1985, совместно с архитектором А. Б. Самсоновым, скульпторами Л. Е. Кербелем и В. А. Фёдоровым)[7]
- Памятник-бюст Н. С. Строеву, скульптор И. М. Рукавишников (1987, в Чапаевском парке на Ленинградском проспекте)[11]
- Реконструкция площади Дзержинского (1972—1989)[7]

### В других городах
- Санаторий имени Дзержинского в Сочи (1950—1952; совместно с архитекторами Е. В. Рыбицким, М. И. Мержановым, Г. Д. Борисовым и художником Л. Е. Фейнбергом)[4][7]
- Санаторий «Ессентуки» в Ессентуках (1954, совместно с П. Б. Ивацевичем)[4]
- Санаторий «Ореанда» в Крыму (1956)[7][4]
- Дом отдыха в Сочи (1973)[7]
- Посольство СССР в Марокко (1977)[7][4]
- Посольство СССР в Мали (1978)[7]

## Награды и звания
- Две Государственные премии СССР (1980, 1983)[7]
- Премия Совета Министров СССР (1976)[7][4]
- Два ордена Трудового Красного Знамени (1962, 1970)[7][4]
- Орден Красной Звезды (1944)[7][4][12]
- Орден Дружбы народов (1980)[7]
- Орден Октябрьской Революции (1984)[7]
- Орден Отечественной войны II степени (1985)[7]
- Медаль «За боевые заслуги» (1943)[12]
- Медаль «За оборону Москвы»[13]
- Медаль «За освобождение Варшавы»[12]
- Медаль «За взятие Берлина»[12]
- Медаль «За победу над Германией в Великой Отечественной войне 1941—1945 гг.»[12]

## Труды
- Макаревич Г. В. Проспект Калинина. — М.: Стройиздат, 1975.
- Памятники архитектуры Москвы. Земляной город / Аренкова Ю. И., Домшлак М. И., Мехова Г. И., Макаревич Г. В., Альтшруттер Б. Л., Балдин В. И. и др.. — М.: Искусство, 1990. — 351 с. — ISBN 5-210-00253-5.